# Waldemar Blatkauskas
Waldemar Blatskauskas, född 17 mars 1938 i São Paulo, död 6 mars 1964, var en brasiliansk basketspelare.
Blatkauskas blev olympisk bronsmedaljör i basket vid sommarspelen 1960 i Rom.